# Mieux vaut être riche et bien portant que fauché et mal foutu
Pour plus de détails, voir Fiche technique et Distribution.
Mieux vaut être riche et bien portant que fauché et mal foutu est un film de Max Pécas réalisé en 1980.

## Synopsis
Deux demi-frères (Sylvain Green et Claus Obalski) doivent retrouver leur demi-sœur pour toucher l'héritage de leur père. Seul petit inconvénient, les deux frères ne se sont rencontrés que dans le bureau du notaire; et le seul indice dont ils disposent sur leur sœur est une photo. La sœur est en plus embrigadée dans une secte. Il s'ensuit alors une course-poursuite passant par la Normandie, l'Espagne (dans un village naturiste) et la Tunisie. En chemin, l'un des deux frères croisera sur son chemin sa petite amie hôtesse de l'air (Victoria Abril) qui se révèlera d'une aide précieuse. Leur sœur retrouvée, ils retournent chercher leur héritage, mais tout n'est pas si simple.

## Fiche technique
- Titre : Mieux vaut être riche et bien portant que fauché et mal foutu
- Réalisation : Max Pécas
- Scénario : Didier Philippe-Gérard, Claude Mulot et Max Pécas
- Société de production : Geiselgasteig Film (Munich), Hesperia Films, Imp-Ex-Ci - Importation-Exportation Cinéma (Nice), Les Films du Griffon, Les Films Jacques Leitienne
- Producteur délégué : Max Pécas
- Directeur de production : Gérard Croce, Wolfgang von Schiber
- Distributeur d'origine : Les Films Jacques Leitienne
- Photographie : Roger Fellous
- Son : Jean-Paul Mugel
- Musique : Georges Garvarentz
- Montage : Nicole Cayatte
- Durée : 90 minutes
- Date de sortie : 29 octobre 1980

## Distribution
- Sylvain Green : Cri-Cri
- Victoria Abril : Mercedès
- Claus Obalski : Rudy
- Inge Steinbach : Carole
- Gérard Croce : Maître Lanzac
- Alexandra Delli Colli : Corinne
- Daniel Derval : Julien
- Olivia Dutron
- Eric Legrand : Norbert
- Michel Vocoret : Henry Bouvier